# Гуровские
Гуровские (пол. Gurowski) — русско-польский графский и дворянский род герба Вчеле.

## Происхождение и история рода
Мельхиор Гуровский (1686—1756) — каштелян познанский, гнезненский и калишский, владел поместьями в начале XVII века.
- Его сын, Рафаил (1716—1797), получил графский титул, грамотою Прусского Короля Фридриха Вильгельма II, в 1787 году, с изменением прежнего фамильного герба.
- Другой сын, Владислав (ок. 1715—1790) — государственный деятель Речи Посполитой.
  - Его сын, граф Игнатий Владиславович (1812—1887), был женат на Изабелле, инфантине испанской, двоюродной сестре королевы Изабеллы II.
  - Брат предыдущего, граф Адам Гуровский (1805—1866) — польский публицист.
  - Сестра предыдущих, Сесилия Владиславовна (1794—1851), замужем за графом П. А. Фредериксом.

Графская ветвь Гуровских внесена в родословные книги Царства Польского, а две дворянские — в I часть родословной книги Волынской губернии.

## Описание герба
В щите увенчанном графскою короною, в шахматном голубом с серебряным поле, накинут щиток с такою же короною; в серебряном поле щитка Королевско-Прусский орёл.
В навершии выходящая Негритянка, в белой одежде и в королевской короне, держит шахматную доску такого же цвета, как поле щита. Под щитом орденские знаки Белого Орла и Св. Станислава, а в опорах львы золотые в коронах и с раздвоенными хвостами. Герб графов Гуровских внесён в Часть 1 Гербовника дворянских родов Царства Польского, стр. 10.